# Налоговое администрирование
Налого́вое администри́рование — система управления налоговыми отношениями. Осуществляется налоговыми и иными органами государства. В узком смысле под налоговым администрированием понимают осуществляемый налоговыми органами контроль за соблюдением налогового законодательства. Предметом налогового администрирования выступают налоговые отношения (комплекс взаимосвязей между налогоплательщиками, налоговыми органами и другими субъектами налогообложения). Объектом налогового администрирования является деятельность налоговых органов и государственная система налогов и сборов.
Чаще всего налоговое администрирование реализуется посредством принуждения административного характера, в частности угрозами применения штрафов, ареста счетов или имущества налогоплательщика, ограничения его действий и другими подобными методами. Нередко используется метод сотрудничества налоговых органов с налогоплательщиком. В этом случае ему может предоставляться возможность выбора по отдельным налоговым вопросам (ведение отчётности, использование налоговых льгот, порядок уплаты налога). Также налоговые органы могут заключать с налогоплательщиком соглашения для решения отдельных проблемных ситуаций, например, о предоставлении отсрочки (рассрочки) по налогам.
Понятие «налоговое администрирование» в теории и практике налогообложения стало широко использоваться относительно недавно. Ранее вместо него использовалось понятие «налоговый контроль», сейчас считающееся более узким.
В России налоговое администрирование осуществляет Федеральная налоговая служба.